# Мандрыка, Пётр Васильевич
Пётр Васильевич Мандрыка (1884—1943) — русский и советский хирург, генерал-майор медицинской службы (1943), кандидат медицинских наук (1939).

## Биография
Родился 10 июля (22 июля по новому стилю) 1884 года в Самаре (на кладбищенском памятнике указан день рождения 10 июля).  в семье служащего политического ссыльного Василия Алексеевича Мандрыки.   Данные о дне рождения противоречивы  (26. 06(08. 07). 1884, по паспорту – 10. 07. 1884, г. Самара)  . Образование получил в мужской гимназии г. Ахтырка.
Окончил медицинский факультет Императорского Харьковского университета в 1910 году . Затем в течение четырёх лет работал в земской больнице хирургом.
"Будучи студентом 5-го курса медицинского факультета Харьковского университета работал на месте врача в селе Николаевка Валуйской губернии, куда и был направлен после окончания университета в 1910 году в качестве земского врача Петр Васильевич проявил незаурядные способности специалиста широкого профиля: работал хирургом, акушером, педиатром, терапевтом, стоматологом и окулистом. Он принимал самое активное участие в ликвидации эпидемий холеры, сыпного и брюшного тифа, охвативших страну и наш Валуйский уезд в 1910-1912 гг. В это же время он явился организатором и инициатором создания детских ясель, роль которых остается актуальной и сегодня. За проявленные успехи в лечебной работе и интерес к хирургии его направляют на учебу в Петроград на курсы усовершенствования врачей. По окончании учебы он возвращается в Валуйское земство на должность руководителя вейделевской больницы. Петр Васильевич обладал разносторонними медицинскими знаниями и хорошими организаторскими способностями. Под руководством Мандрыка уже с 1912 года Вейделевская уездная больница превратилась в образцовое лечебное учреждение".
В годы Первой мировой войны был начальником военно-санитарного поезда, затем — хирургом в военных госпиталях.
После Октябрьской революции, с 1918 года, служил в РККА. Член ВКП(б)/КПСС с 1923 года. Работал в военно-медицинских учреждениях Красной армии. В течение 20 лет возглавлял Центральный военный госпиталь Наркомата обороны (ныне Центральный военный госпиталь им. П. В. Мандрыка), одновременно был его главным хирургом. 22 октября 1921 года он прибыл на должность начальника хирургического отделения, 10 апреля 1922 года стал помощником главврача, а весной 1923 года — главным врачом госпиталя вместо ушедшего в отставку М. Я. Сапарова. Пётр Васильевич Мандрыка считался ведущим советским военным хирургом.
Жил с 1920 года и до своей смерти в Москве в Кривоникольском переулке, 6. Умер 8 апреля 1943 года в Москве. Похоронен на Новодевичьем кладбище (участок 2) вместе с женой — Ниной Георгиевной Мандрыкой (1892—1962).

## Научная деятельность
Изучал вопросы хирургического лечения болезней мочевого пузыря, желудочно-кишечного тракта, желчного пузыря, гинекологической патологии. Участник съезда военных врачей в Брюсселе (1935), член советской делегации на Всемирном съезде хирургов в Каире (1935–36). Член Российского хирургического общества (с 1927).
Среди его пациентов были Фрунзе М.В., Ворошилов К.Е., Еременко А.И. и другие военачальники.

## Семья
Супруга, Нина Георгиевна Мандрыка (Ванюшина), до войны работала учительницей.
Сын, Алексей Петрович Мандрыка(1919-1967), историк науки, техники и механики, муж известного советского востоковеда Орбели Русуданы Рубеновны.  Невестка, Анастасия Михайловна Милославская (1889-1932), племянница ахтырского купца Милославского Ивана Николаевича.

## Память
- Федеральное казённое учреждение «Центральный военный клинический госпиталь имени П. В. Мандрыка» Министерства обороны Российской Федерации[4] (в официальном названии госпиталя допущена ошибка в склонении фамилии, она дана в именительном падеже).
- В 2008 в с. Николаевка Вейделевского (в прошлом — Валуйского) района Белгородской области на здании Центра врачей общей практики открыта мемориальная доска Мандрыке П. В.

## Награды
- Награждён орденом Красной Звезды и медалями.